# Gynacantha burmana
Gynacantha burmana – gatunek ważki z rodziny żagnicowatych (Aeshnidae).